# ریکا مارسنیچا
ریکا مارسنیچا (به لاتین: Rijeka Marsenića) یک منطقهٔ مسکونی در مونته‌نگرو است که در شهرداری آندریژویکا واقع شده‌است. ریکا مارسنیچا ۲۹۸ نفر جمعیت دارد.